# Priesterseminar Regensburg
Das Bischöfliche Priesterseminar Regensburg ist die Ausbildungsstätte des römisch-katholischen  Bistums Regensburg für Priesteramtskandidaten des eigenen Bistums sowie des Bistums Passau.

## Geschichte
Versuche, ein Priesterseminar in Regensburg zu etablieren, gab es seit dem Konzil von Trient, das für jede Diözese ein Seminar forderte. Aufgrund verschiedener Widerstände von politischer und kirchlicher Seite konnte erst 1653 unter Kardinal Franz Wilhelm von Wartenberg das „Seminar zum Hl. Wolfgang“ in der Dompräbende St. Peter eröffnet werden. 1679 zog das Priesterseminar, das in dieser Zeit wegen der blauen Talare der Seminaristen „Blaues Seminar“ genannt wurde, in den Augsburger Hof um.
Nach langer Zeit ohne große Veränderungen zieht das Seminar 1787 in das ehemalige Jesuitenkolleg St. Paul Mittelmünster um, wo bis zu 40 Alumnen aufgenommen werden konnten. In der Säkularisation wurde das Seminar durch glückliche Umstände nicht aufgelöst. 1809 geriet das Kolleg jedoch während der Schlacht bei Regensburg nach französischem Beschuss in Brand. In den darauf folgenden 13 Jahren war das Seminar in diversen Gebäuden untergebracht. Nachdem es sich zunächst im französischen Gesandtschaftsgebäude befunden hatte, bot Fürstprimas Karl Theodor von Dalberg 1810 sein Haus am Domplatz an. Es folgten Unterbringungen im Kloster Sankt Emmeram, der alten Dompräbende und den Augsburger Hof. Der damalige Koadjutor Johann Michael Sailer konnte schließlich 1822 das Reichsstift Obermünster als Gebäude für das Priesterseminar akquirieren.
1852 sollte ein zweiter Ausbildungskurs eingerichtet werden, wie es in anderen Priesterseminaren schon länger üblich war. Da das Reichsstift Obermünster nicht genug Platz dafür bot, ließ Bischof Ignatius von Senestrey dank seiner guten Beziehungen zum Papst das nur noch mit wenigen Mönchen besetzte Schottenkloster St. Jakob aufheben. Nach umfangreichen Umbauten zogen die Seminaristen 1872 dort ein.

## Ausbildung
Die Priesterausbildung findet ergänzend zum Studium der Katholischen Theologie statt und will Bereiche der priesterlichen Ausbildung sicherstellen, die nicht Inhalt wissenschaftlicher Theologie sind. Von 1923 bis 1968 fand dieser Teil an der Philosophisch-theologischen Hochschule Regensburg statt.
Nach dem einjährigen Theologischen Propädeutikum nehmen die Priesteramtskandidaten ihr Studium an der Universität Regensburg oder am Bischöflichen Studium Rudolphinum auf und leben im Priesterseminar, wo parallel dazu der eher praktisch orientierte Teil der Ausbildung durchgeführt wird.
Seit dem Jahr 2008 sind auch die Priesteramtskandidaten des Bistums Passau regulär im Regensburger Priesterseminar, weil das Passauer Seminar seitdem nur noch das Theologische Propädeutikum durchführte. Der Grund hierfür liegt in dem Umstand, dass ein Theologiestudium an der Universität Passau nicht mehr möglich ist, da die dortige Fakultät "ruht".

## Institut Papst-Benedikt XVI.
Im Regensburger Priesterseminar ist ferner das Institut Papst Benedikt XVI. untergebracht, das am 1. September 2008 seine Arbeit aufgenommen hat. Dieses Institut ist ein zentraler Ort zur Erforschung des Lebens und Werkes von Papst Benedikt XVI. und gibt die gesammelten Schriften von Joseph Ratzinger/Benedikt XVI. heraus. Direktor ist der derzeitige Bischof von Regensburg Rudolf Voderholzer.

## Papstbesuch 2006 in Regensburg

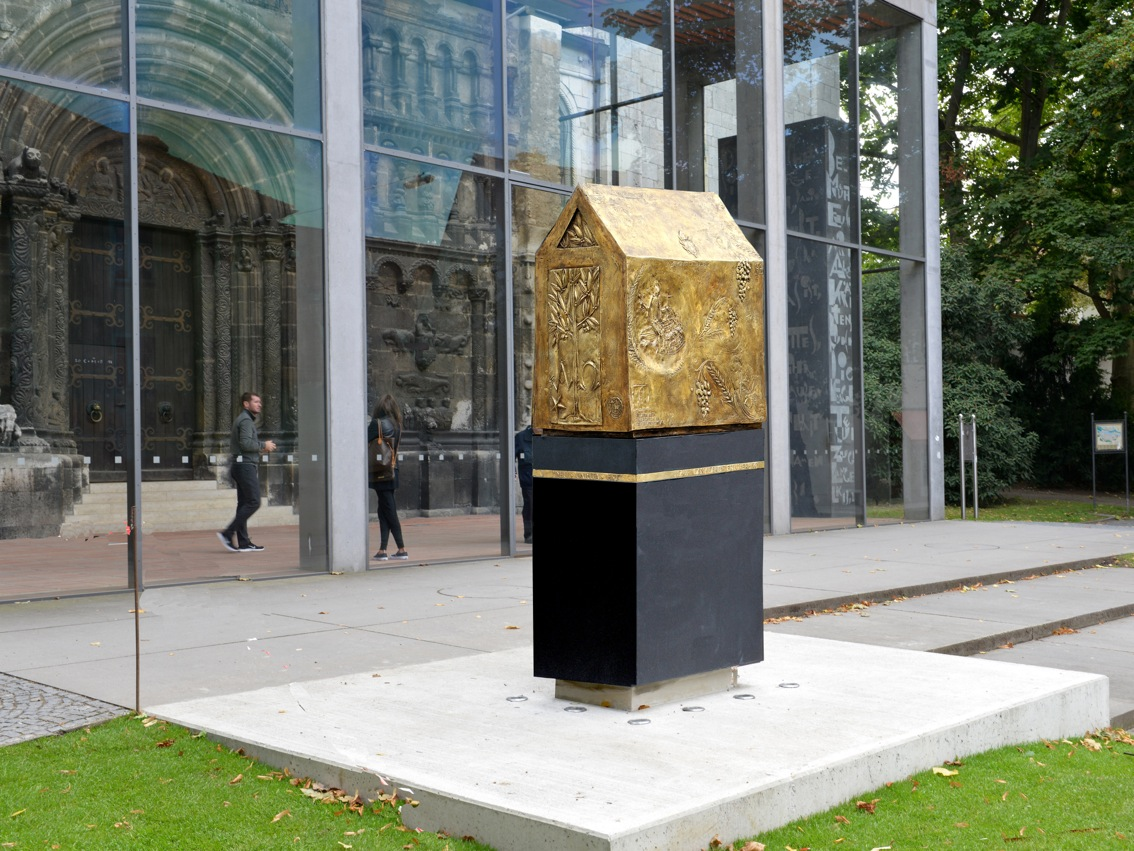
Bronzedenkmal vor der Kirche St. Jakob

Während seiner Bayernreise wohnte Papst Benedikt XVI. vom 11.–14. September 2006 mit seinem Gefolge im Priesterseminar Regensburg.
Zur Erinnerung an den denkwürdigen Besuch des Pontifex wurde im Kreuzgang des ehemaligen Schottenklosters St. Jakob, in dem sich das Seminar befindet, ein Brunnen zum Thema der ersten Enzyklika Benedikts XVI. ("Deus caritas est") geschaffen. Des Weiteren wurde vor der Kirche St. Jakob ein Bronzedenkmal errichtet, dass ebenfalls an den Besuch von Papst Benedikt erinnern soll.